# Nejvyšší správní soud České republiky
Nejvyšší správní soud České republiky se sídlem v Brně je spolu s Nejvyšším soudem vrcholným orgánem soudní moci v České republice. Zabývá se agendou správního soudnictví, napadení voleb, rozpuštění politických subjektů, pozastavení nebo znovuobnovení jejich činnosti, rozhodování kompetenčních sporů mezi orgány veřejné správy a dalších záležitostí. Představuje také kárný soud pro řízení ve věcech soudců, státních zástupců a soudních exekutorů.

## Historie
Nově byl Nejvyšší správní soud zakotven v Ústavě České republiky (č. 1/1993 Sb.) až při projednávání návrhu v parlamentu, vládní návrh ústavy s ním nepočítal. Dlouho nebyl naplněn a jeho agendu vykonával Nejvyšší soud a především vrchní soudy. Postupně se obnovily diskuze, zda vůbec samostatně institucionalizované správní soudnictví zřizovat. Nakonec v letech 2000–2002 Ústavněprávní výbor Poslanecké sněmovny přistoupil k rozhodnutí o jeho zřízení, když vyšel ze tří modelů:
1. ponechat správní soudnictví v rámci obecného a obnovit činnost správního kolegia Nejvyššího soudu,
2. ponechat první instanci správního soudnictví na obecných soudech a zřídit druhou instanci Nejvyšší správní soud,
3. zcela oddělit správní soudnictví a zřídit krajské správní soudy a Nejvyšší správní soud.

Při projednávání jen těsně o jeden hlas neprošla varianta č. 1 jednotného obecného soudnictví a Ústavněprávní výbor doporučil Poslanecké sněmovně variantu č. 2, která ji akceptovala jako své doporučení vládě. Vláda pak předložila soudní řád správní, který byl schválen jako zákon č. 150/2002 Sb. Oproti původnímu vládnímu návrhu, který Nejvyšší správní soud umisťoval v Praze, Ústavněprávní výbor na návrh poslance Zdeňka Koudelky schválil změnu sídla soudu do Brna, což akceptovala i Poslanecká sněmovna. Svou činnost zahájil v roce 2003.

## Agenda
Nejvyšší správní soud zejména rozhoduje ve správním soudnictví o mimořádných opravných prostředcích proti rozhodnutím krajských soudů jako soudů správních, tj. o kasačních stížnostech. Mimoto tomuto soudu přísluší i zvláštní agenda, rozhoduje o:
- kompetenčních žalobách mezi orgány veřejné správy
- rozpuštění politické strany nebo politického hnutí, pozastavení nebo znovuobnovení jejich činnosti.

Nejvyšší správní soud působí také jako soud volební – v sedmičlenném, tzv. volebním senátu rozhoduje o volebních stížnostech (návrzích na neplatnost voleb a hlasování) po volbách poslanců, senátorů, europoslanců a prezidenta republiky, v případě prezidentských voleb a voleb do Evropského parlamentu rozhoduje spory o registraci kandidátů. Rozhoduje též o kasačních stížnostech proti rozhodnutím krajských soudů ve věcech místního nebo krajského referenda. Nejvyšší správní soud je také kárným soudem ve věcech soudců, státních zástupců a soudních exekutorů. Kromě toho v jeho sídle zasedá zvláštní senát, složený ze tří soudců Nejvyššího správního soudu a tří soudců Nejvyššího soudu, který rozhoduje o kompetenčních sporech mezi soudy a správními orgány nebo mezi soudy obecnými a soudy správními.

## Složení

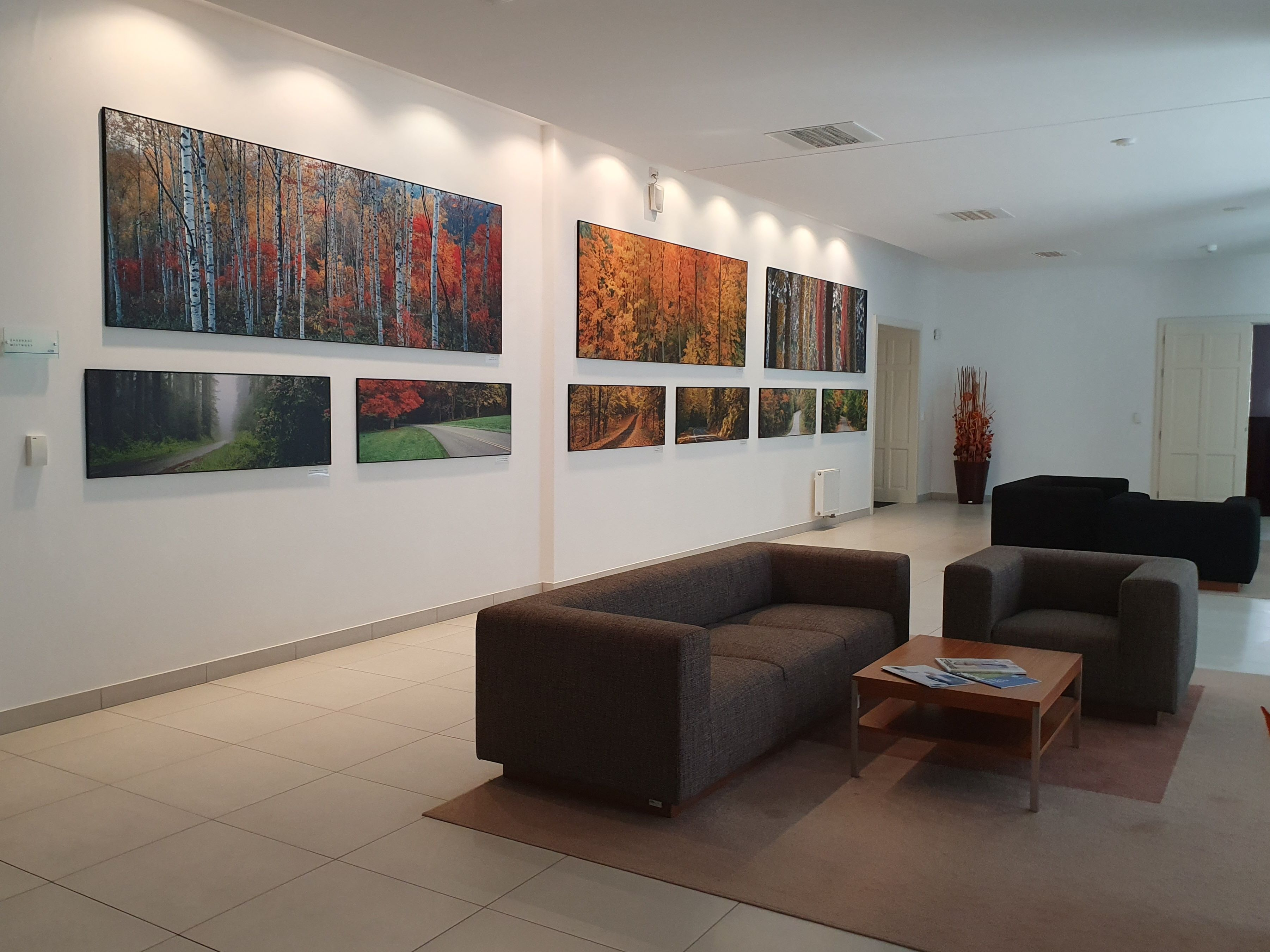
Interiér budovy soudu

Soud se skládá z předsedy a místopředsedy (jmenuje je prezident s kontrasignací předsedy vlády nebo jím pověřeného člena), předsedů senátů a dalších soudců. Předseda soudu jmenuje a odvolává dva členy Rady Justiční akademie. Předseda soudu každému soudci na jeho návrh jmenuje dva až tři asistenty soudce, kteří z pověření soudce činí jednotlivé úkony soudního řízení.
Nejvyšší správní soud rozhoduje v senátech:
- 10 tříčlenných senátů (předseda senátu a dva soudci) – kasační stížnosti
- sedmičlenný volební senát (předseda senátu a šest soudců) – volební stížnosti pro volby do Poslanecké sněmovny, Senátu, Evropského parlamentu a pro volbu prezidenta republiky, návrhy ve věcech registrace kandidátů na funkci prezidenta republiky a ve věcech registrace kandidátů a kandidátních listin pro volby do Evropského parlamentu, kasační stížnosti ve věcech místního a krajského referenda a návrhy na rozpuštění politické strany nebo politického hnutí, pozastavení nebo znovuobnovení jejich činnosti
- sedmičlenný kompetenční senát (předseda senátu a šest soudců) – v řízení o kompetenčních žalobách
- sedmičlenný, případně devítičlenný rozšířený senát – (předseda senátu a šest, příp. osm soudců) – ve věcech mu postoupených jiným senátem, pokud při rozhodování dojde k odlišnému právnímu názoru než k tomu vyjádřenému v jiném rozhodnutí senátu.[2]

Až do konce roku 2013 se Nejvyšší správní soud členil na dvě kolegia, finančně-správní a sociálně-správní, které byly na návrh předsedy Baxy jako nefunkční zrušeny (ačkoli zákon s nimi i nadále počítá a umožňuje rozhodnout jen o jejich počtu). Současně byly zrušeny také specializace jednotlivých soudních senátů.

### Předsedové
- Josef Baxa (2003–2018)
- Michal Mazanec (2018–2021)
- Karel Šimka (od 2022)

### Místopředsedové
- Michal Mazanec (2003–2018)
- Barbara Pořízková (od 2018)

## Budova

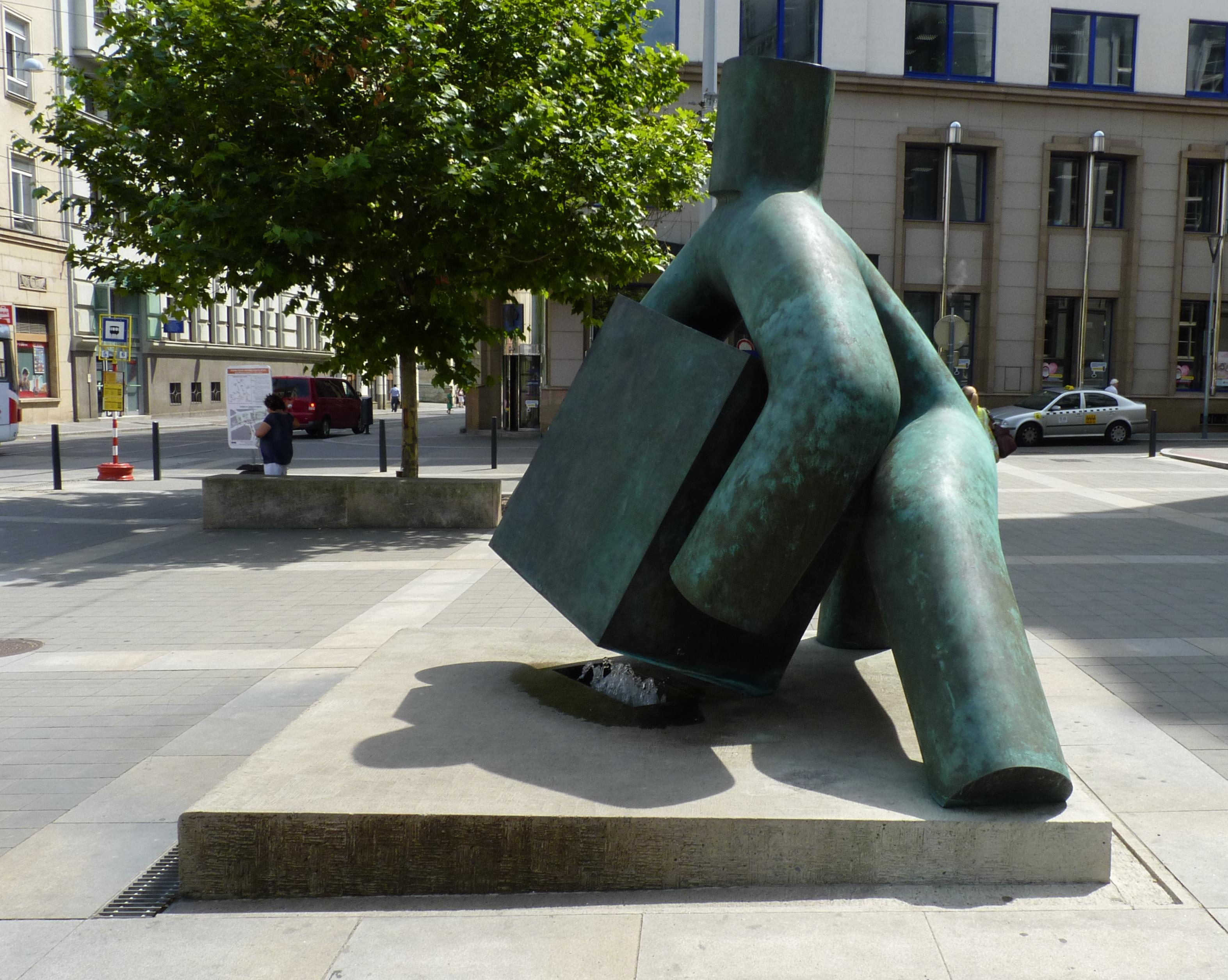
Před budovou soudu stojí socha Spravedlnosti od Mariuse Kotrby

Soud sídlí na Moravském náměstí v budově č. 6, jejímž jádrem je původně bytový dům palácového typu postavený v novorenesančním slohu mezi roky 1869–1871 brněnským stavitelem Moritzem Kellnerem. Budovu roku 1902 odkoupil stát, který ji využíval jako sídlo okresního hejtmanství Brno-venkov. Po vzniku Československa zde sídlil úřad okresní politické správy a zemská školní rada, v období protektorátu pak německý oberlandrat, přičemž po válce se využití vrátilo politické správě okresu Brno-venkov. Budova je od roku 1964 chráněna jako nemovitá kulturní památka.
Později došlo k připojení dvou sousedních domů, Fleischackerova domu č. 4 v Solniční ulici a bytového domu č. 1 v Joštově ulici, čímž byla završena její dispoziční kompozice. Kolaudace proběhla roku 1994 a budova sloužila až do roku 2003 prodejnám, kancelářím taxislužby, okresnímu úřadu Brno-venkov, školskému úřadu, okresní inspekci požární ochrany a pedagogicko-psychologické poradně. Poté byla budova určena za sídlo nově zřízeného Nejvyššího správního soudu a prošla proto až do roku 2006 rozsáhlou rekonstrukcí. Soud mezitím sídlil v pronajatých prostorách v domě č. 31 v Masarykově ulici.